# 타이탄의 대기

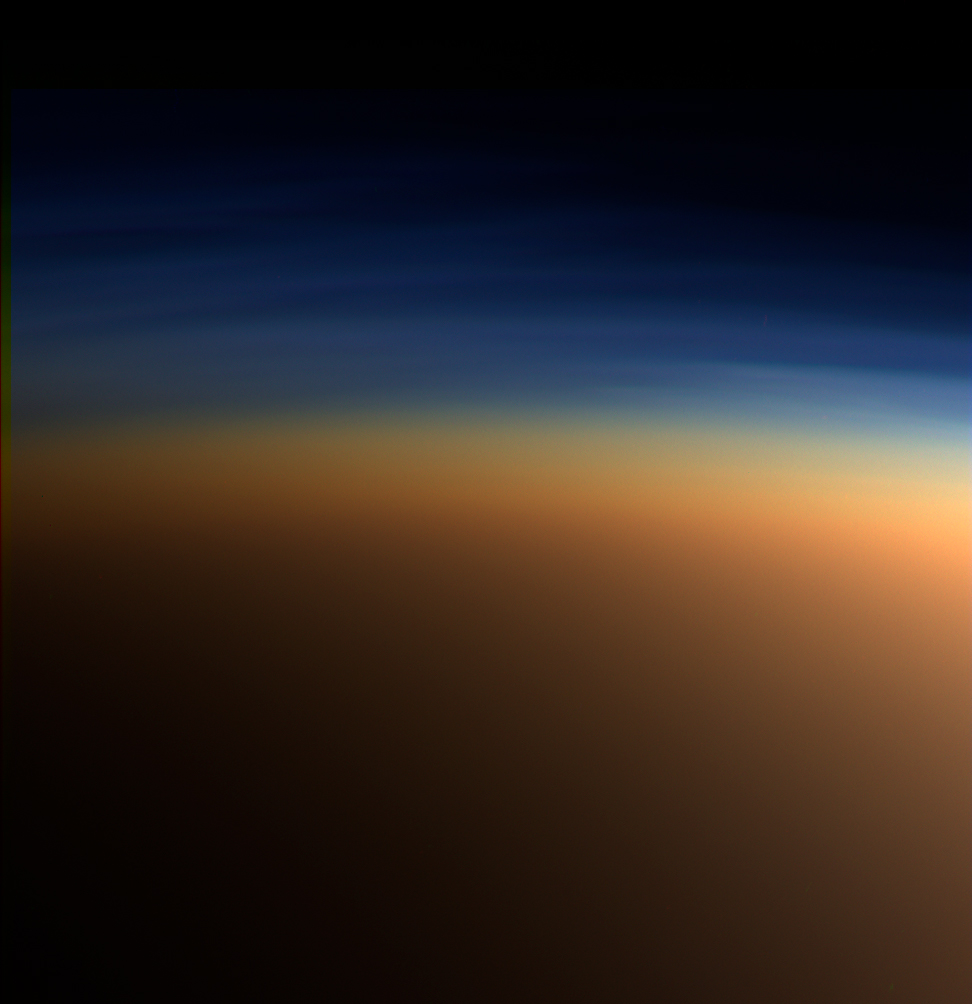
타이탄의 대기

타이탄의 대기는 지구 대기보다도 짙다. 이는 매우 특이한 경우로, 위성이 행성보다도 짙은 대기를 가진 경우는 드물기 때문이다. 타이탄의 대기압은 지구 대기압의 약 1.4배이며, 겉으로는 노란색에서 붉은색을 띈다. 두꺼운 구름층 탓에 표면은 자세히 보이지 않는다. 2004년에 카시니-하위헌스 호가 접근하기 전에는 표면에 대한 정보가 적었었다

## 성분
타이탄의 대기는 질소로 구성되어 있으며 메테인과 에테인의 구름을 가지고 있다. 바람과 강우를 포함한 대기의 작용들이 사구와 호안 같이 지구와 비슷한 지형적 특징을 만들고 있으며, 이들은 역시 지구와 마찬가지로 계적적인 기상 패턴과 관련이 있다. 타이탄은 지구보다 온도가 매우 낮지만, 액체를 가지고 있다는 점과 질소로 된 짙은 대기를 가지고 있기 때문에 원시 지구와 비교되기도 한다. 타이탄은 외계 미생물이 살 수 있거나 적어로 생명체 이전의 유기 화합물이 풍부한 곳으로 여겨진다. 몇몇 연구자들은 있을지도 모르는 지하의 바다가 생명체의 존재에 적합한 환경을 제공할 수 있다고 주장한다.

## 같이 보기
- 금성의 대기
- 지구 대기권
- 화성의 대기